# نجات یهودیان دانمارکی

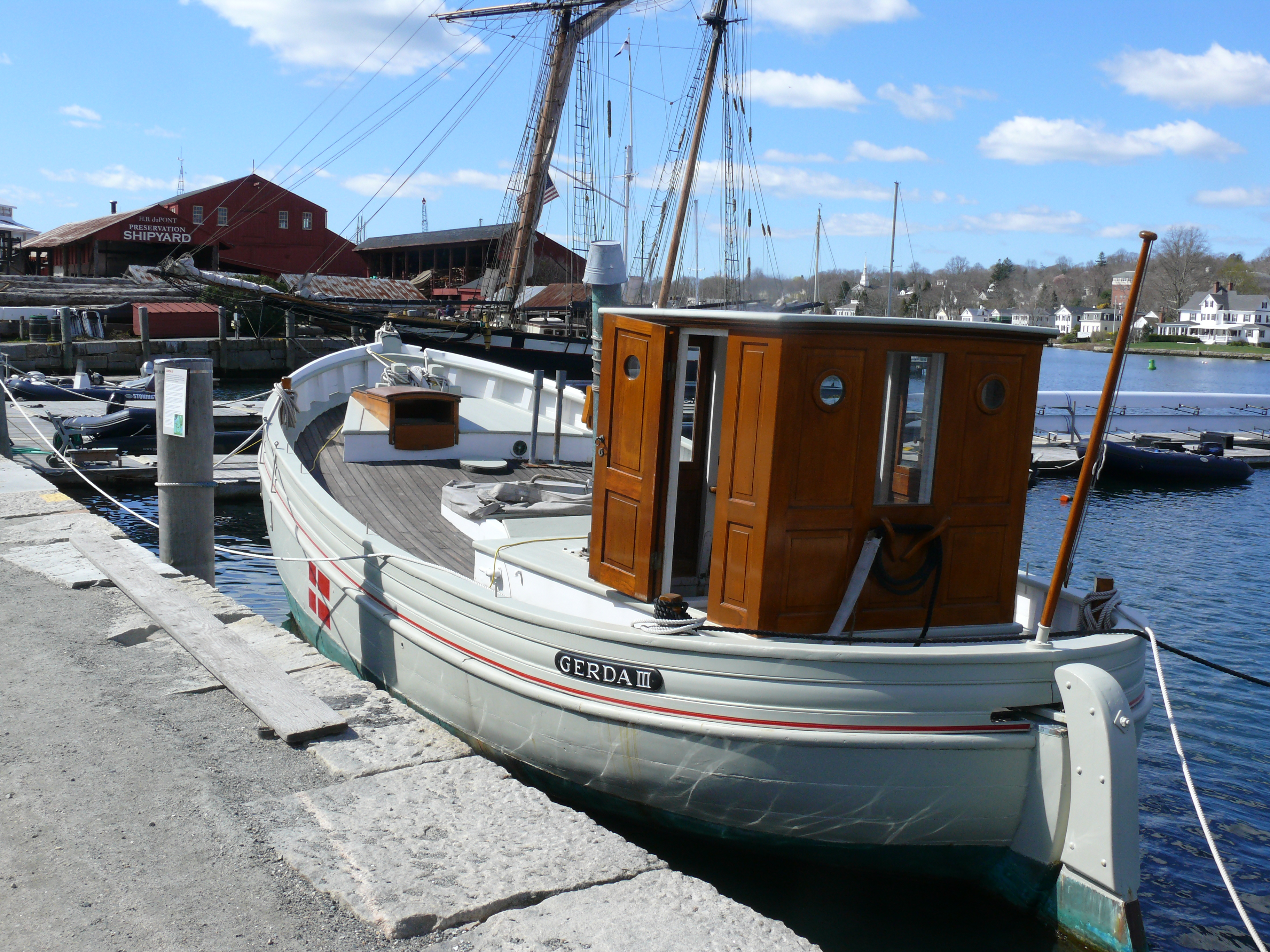
قایق گشت‌زن گردا ۳. از اکتبر ۱۹۴۳، این قایق متعلق به اداره فانوس‌های دریایی دانمارک برای انتقال یهودیان دانمارکی به سوئد مورد استفاده قرار می‌گرفت. با داشتن ۱۰ خدمه، قایق با ادعای گشت‌زنی بیرون می‌رفت، اما سپس راه خود را به سوی سوئد کج می‌کرد و در هر سفر تعدادی یهودی را به سوئد می‌رساند. در کل، گردا ۳ نزدیک به ۳۰۰ یهودی را نجات داد.

نجات یهودیان دانمارکی در هنگام اشغال دانمارک توسط آلمان نازی در جریان جنگ جهانی دوم رخ داد. در یکم اکتبر ۱۹۴۳، آدولف هیتلر دستور دستگیری و تبعید یهودیان دانمارکی را صادر کرد؛ اما جنبش مقاومت دانمارک با کمک بسیاری از شهروندان دانمارکی موفق به تخلیه ۷٬۲۲۰ نفر از ۷٬۸۰۰ یهودی ساکن دانمارک، به همراه ۶۸۶ تن از همسران غیر یهودی ایشان، از راه دریا به سوئد بی‌طرف شد.
این نجات به اکثریت قریب به اتفاق جمعیت یهودیان دانمارک اجازه داد تا از دستگیر شدن توسط نازی‌ها بگریزند و یکی از بزرگترین اقدامات مقاومت جمعی در برابر تجاوز در کشورهای اشغال شده توسط آلمان نازی محسوب می‌شود. در نتیجهٔ این نجات، و به شکرانه میانجیگری دانمارک به نمایندگی از ۴۶۴ یهودی دانمارکی که دستگیر و به اردوگاه انتقالی ترزینشتات در بوهم و موراویا تبعید شدند، بیش از ۹۹ درصد از جمعیت یهودیان دانمارک از هولوکاست جان سالم به در بردند.